# Rosa potentilliflora
Rosa potentilliflora är en rosväxtart som beskrevs av Vladimir Gennadievich Chrshanovski och M. Pop.. Rosa potentilliflora ingår i släktet rosor, och familjen rosväxter. Inga underarter finns listade i Catalogue of Life.